# Llardecans
Llardecans település Spanyolországban, Lleida tartományban. Llardecans Seròs, Aitona, Maials, Flix, La Granadella, Torrebesses és Sarroca de Lleida községekkel határos. Lakosainak száma 428 fő (2024).

## Népesség
A település népessége az utóbbi években az alábbiak szerint változott:
| Lakosok száma | 123  | 1328 | 1228 | 919  | 703  | 583  | 533  | 497  | 451  | 428  |
|               | 1717 | 1887 | 1936 | 1960 | 1986 | 2004 | 2009 | 2014 | 2019 | 2024 |